# Lavizzara
Pour les articles homonymes, voir Prato (homonymie).
Lavizzara est une commune suisse du canton du Tessin, située dans le district de Vallemaggia.

## Histoire

Photo aérienne (1954).

La commune est formée le 4 avril 2004, à la suite de la fusion des communes de Broglio, Brontallo, Fusio, Menzonio, Peccia et Prato-Sornico.

## Culture
À Menzonio se trouve l'Oratorio della Beata Vergine, une installation de l'artiste Gianfredo Camesi. Dans le village de Mogno se trouve une église reconstruite par l'architecte Mario Botta. Enfin, à Peccia, se trouve la Scuola del Marmo, une école de sculpture.